# Alfonso López (Boxer)
Alfonso López (* 8. Januar 1953 in Chepigana, Panama) ist ein ehemaliger panamaischer Boxer im Fliegengewicht.

## Profikarriere
Im Jahre 1971 begann er erfolgreich seine Profikarriere. Am 27. Februar 1976 boxte er gegen Erbito Salavarria um die WBA-Weltmeisterschaft und gewann durch technischen K. o. in Runde 15. Diesen Gürtel verlor er allerdings bereits in seiner ersten Titelverteidigung an Guty Espadas im Oktober desselben Jahres durch Knockout. 
Im Jahre 1985 beendete er seine Karriere.